# Europese donkere bij
De Europese donkere bij (Apis mellifera mellifera) is een ondersoort van de honingbij (Apis mellifera), die van oorsprong in de gematigde streken ten noorden van de Alpen tot in Midden-Scandinavië en van Ierland tot aan de Oeral voorkomt. Carl Linnaeus kende aanvankelijk alleen de Europese donkere bij die ook in zijn thuisland Zweden voorkomt. Vandaar dat de ondersoort dezelfde naam heeft -mellifera- als de soort, dit wordt ook wel een nominale ondersoort genoemd.
De Europese donkere bij verschilt van andere ondersoorten niet alleen door zijn donkere kleur maar ook door zijn relatief dunne viltbandjes tussen de achterlijfssegmenten. Als aanpassing aan de Midden- en Noord-Europese klimaten vliegt Apis mellifera mellifera al bij relatief lage temperatuur. Daarnaast is de soort winterhard en leven de werksters relatief lang. De bij staat bekend als zachtaardig maar gehybridiseerde dochtervolken kunnen aanmerkelijk agressiever zijn.
De Europese donkere bij is een bedreigde ondersoort omdat afstammelingen van de hier oorspronkelijk voorkomende populaties vaak hybriden zijn met door imkers geïmporteerde ondersoorten zoals de Italiaanse bij (Apis mellifera ligustica), en de Krainer bij (Apis mellifera carnica) en het gekweekte ras buckfast. Ook populaties die tot voor kort werden beschouwd als raszuivere donkere bijen blijken vaak toch genetische kenmerken te bezitten van Zuid-Europese ondersoorten.
De laatste jaren is de belangstelling voor de Europese donkere bij gestegen. De bij wordt gezien als een mogelijke bron van een genetische sleutel tot het verhogen van de resistentie van honingbijen in het algemeen tegen verschillende ziekten en parasieten. Deze resistentie is vaak laag in de door inteelt geplaagde ondersoorten en lijnen die door de commerciële bijenteelt worden gebruikt.
De meest in Nederland en Vlaanderen rondvliegende bijen zijn hybriden tussen zuidelijke soorten en de inheemse Europese donkere bij. In Wallonië bestaat een beschermingsprogramma in Chimay waar raszuivere koninginnen worden gekweekt. Op Texel is de donkere bij genetisch gezien enigszins zuiver gebleven vanwege de geïsoleerde ligging van het eiland en daarnaast het verbod op importeren van bijenvolken.